# Ми не одружені!
«Ми не одружені!» (англ. We're Not Married!) — романтична комедія 1952 року з Джинджер Роджерс, Фредом Алленом і Мерилін Монро в головних ролях.

## Сюжет
Розсіяний юрист Мелвін Буш отримав під Різдво повідомлення про своє призначення на посаду реєстратора шлюбів. І так зрадів, що переглянув найголовніше: призначення вступало в силу тільки через тиждень. За ці сім днів він встиг одружити шість пар. Минуло тридцять місяців, перш ніж спливла юридична помилка. Кожній парі було відправлено урядовий лист, який сповіщає, що офіційно вони не одружені. Які відносини між подружжям воно застане?

## У ролях
- Джинджер Роджерсс — Рамона Гледвін
- Фред Аллен — Стів Гледвін
- Мерилін Монро — Аннабель Норріс
- Девід Вейн — Джефф Норріс
- Жа Жа Габор — Єва Мелроуз
- Луї Келхерн — Фредді Мелроуз
- Ів Арден — Кетті Вудраф
- Пол Дуглас — Гектор Вудраф
- Мітці Гейнор — Патриція Фішер
- Едді Брекен — Віллі Фішер
- Віктор Мур — юрист Мелвін Буш
- Джейн Дарвелл — місіс Буш
- Глорія Толботт — дівчина уві сні Гектора Вудраффа (в титрах не вказано)
- Даббса Грір — глядач на конкурсі краси (в титрах не вказаний)